# Foochow romanizzato
Il Foochow romanizzato, anche conosciuto come Bàng-uâ-cê (平話字) abbreviato in BUC; o Hók-ciŭ-uâ Lò̤-mā-cê (福州話羅馬字), è una scrittura latina utilizzata per trascrivere il dialetto Fuzhou della lingua Min dong, adottato verso la metà del XIX secolo dai missionari occidentali. Nel tempo ha subito parecchie variazioni, standardizzandosi intorno al 1890. Il Foochow romanizzato era usato principalmente negli ambienti ecclesiastici, e veniva insegnato in parecchie scuole missionarie della zona di Fuzhou. Ma a differenza del corrispondente Pe̍h-ōe-jī usato per il Min Nan, il Foochow Romanizzato non era universalmente compreso dai cristiani.

## Storia

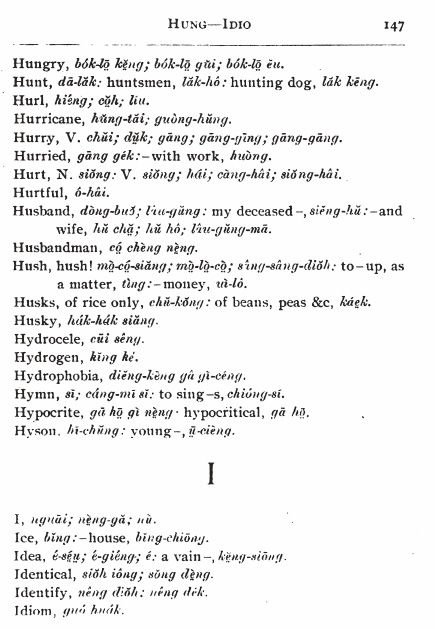
Un Dizionario Inglese-Cinese del dialetto Foochow, pubblicato nel 1905

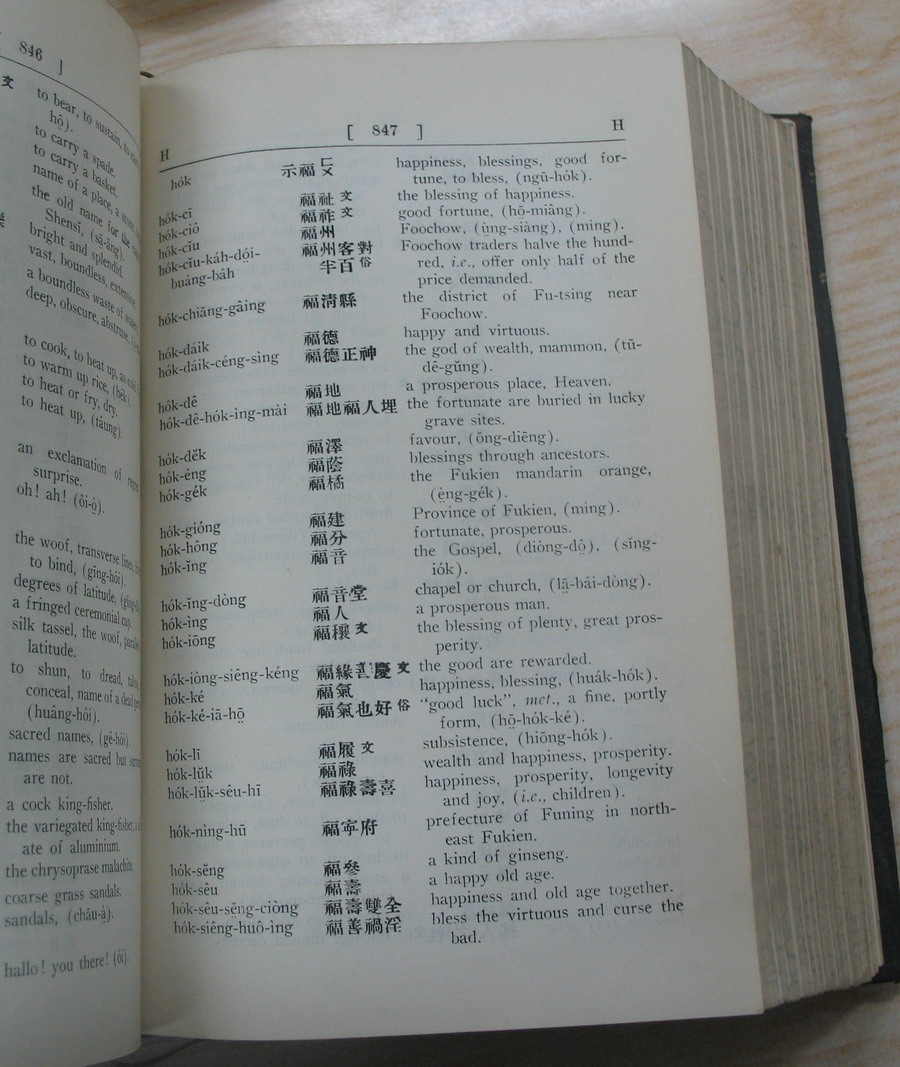
Dizionario del dialetto Foochow, pubblicato nel 1929

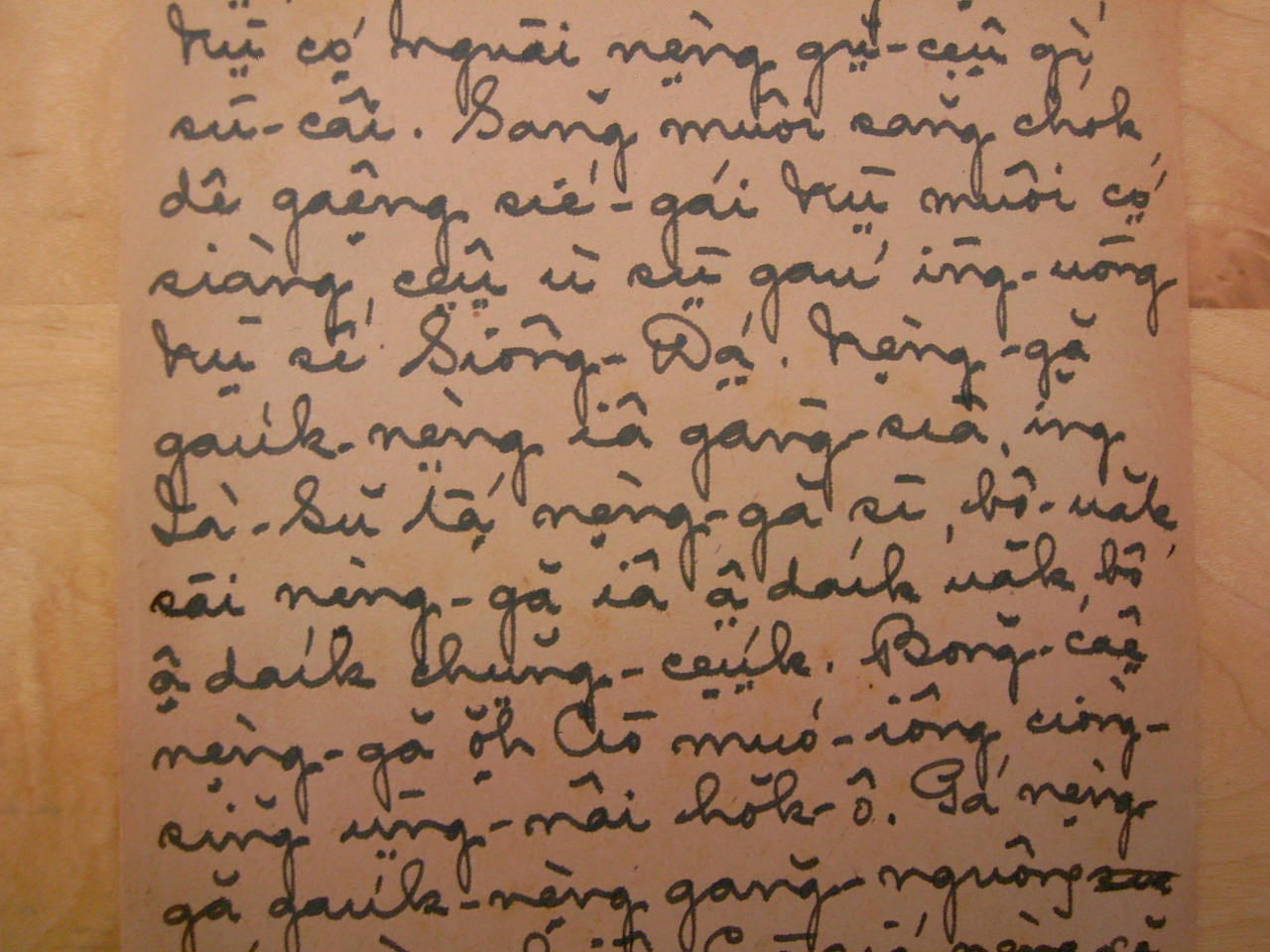
Note manoscritte in Foochow Romanizzato, ca. 1910. Si tratta di una preghiera.

Dopo che Fuzhou erra diventato uno dei cinque cosiddetti Treaty ports, aperti grazie al Trattato di Nanchino, alla fine della Prima Guerra dell'oppio (dal 1839 al 1842), molti missionari occidentali arrivarono in città. Di fronte a diffuso analfabetismo, essi svilupparono un alfabeto Latino per il Dialetto Fuzhou.
Il primo tentativo venne compiuto dall'American Methodist Episcopal Mission, che prese in prestito un sistema ortografico conosciuto come System of Sir William Jones. In questo sistema, 14 sillabe vengono trascritte tramite la loro consonante sonora, inoltre venivano usate le cinque vocali dell'alfabeto latino e quattro segni diacritici è, ë, ò ed ü.
In seguito altri missionari, anche di altre confessioni, modificarono il sistema di White in parecchi punti.

## Alfabeto
I caratteri sono tratti dal libro Qī Lín Bāyīn (《戚林八音》, (in Foochow Romanizzato: Chék Lìng Báik-ĭng).
la pronuncia è secondo la simbologia standard dell'Alfabeto fonetico internazionale (IPA).

### Consonanti
| BUC | Carattere semplificato | Pronuncia             |
| b   | 邊                     | /p/                   |
| p   | 波                     | /pʰ/                  |
| m   | 蒙                     | /m/                   |
| d   | 低                     | /t/                   |
| t   | 他                     | /tʰ/                  |
| n   | 日                     | /n/                   |
| l   | 柳                     | /l/                   |
| g   | 求                     | /k/                   |
| k   | 氣                     | /kʰ/                  |
| ng  | 語                     | /ŋ/                   |
| h   | 喜                     | /h/                   |
| c   | 爭                     | /ts/                  |
| ch  | 出                     | /tsʰ/                 |
| s   | 時                     | /s/                   |
|     | 鶯                     | Assenza di consonante |

### Vocali

#### Vocali isolate
| BUC      | Carattere semplificato | Pronuncia Tradizionale | Pronuncia Moderna |
| a        | 嘉                     | /a/                    | /a/ or /ɑ/        |
| ia       | 奇                     | /ia/                   | /ia/ or /iɑ/      |
| ua       | 花                     | /ua/                   | /ua/ or /uɑ/      |
| a̤        | 西                     | /ɛ/                    | /ɛ/ or /ɑ/        |
| ie       | 雞                     | /ie/                   | /ie/ or /iɛ/      |
| o̤        | 歌                     | /ɔ/                    | /o/ or /ɔ/        |
| io       | 橋                     | /io/                   | /yo/ or /yɔ/      |
| uo       | 過                     | /uo/                   | /uo/ or /uɔ/      |
| e̤ / ae̤   | 初                     | /ø/ or /aø/            | /œ/ or /ɔ/        |
| au       | 郊                     | /au/                   | /au/ or /ɑu/      |
| eu / aiu | 溝                     | /eu/ or /aiu/          | /ɛu/ or /ɑu/      |
| ieu      | 燒                     | /ieu/                  | /iu/ or /iɛu/     |
| iu / eu  | 秋                     | /iu/ or /eu/           | /iu/ or /iɛu/     |
| oi / o̤i  | 催                     | /oi/ or /ɔi/           | /øy/ or /ɔy/      |
| ai       | 開                     | /ai/                   | /ai/ or /ɑi/      |
| uai      | 歪                     | /uai/                  | /uai/ or /uɑi/    |
| uoi      | 杯                     | /uoi/                  | /ui/ or /uoi/     |
| ui / oi  | 輝                     | /ui/ or /oi/           | /ui/ or /uoi/     |
| i / e    | 之                     | /i/ or /ei/            | /i/ or /ɛi/       |
| u / o    | 孤                     | /u/ or /ou/            | /u/ or /ou/       |
| ṳ / e̤ṳ   | 須                     | /y/ or /øy/            | /y/ or /øy/       |

#### Vocali con coda[ʔ]
| BUC | Pronuncia Tradizionale | Pronuncia Moderna |
| ah  | /aʔ/                   | /aʔ/ or /ɑʔ/      |
| iah | /iaʔ/                  | /iaʔ/ or /iɑʔ/    |
| uah | /uaʔ/                  | /uaʔ/ or /uɑʔ/    |
| a̤h  | /ɛʔ/                   | /eʔ/ or /ɛʔ/      |
| ieh | /ieʔ/                  | /ieʔ/ or /iɛʔ/    |
| o̤h  | /ɔʔ/                   | /oʔ/ or /ɔʔ/      |
| ioh | /ioʔ/                  | /yoʔ/ or /yɔʔ/    |
| uoh | /uoʔ/                  | /uoʔ/ or /uɔʔ/    |
| e̤h  | /øʔ/                   | /øʔ/ or /œʔ/      |

#### Vocali con finale [-ŋ] e [-k]
| BUC        | Carattere semplificato | Pronuncia Tradizionale | Pronuncia Moderna |
| ang        | 山                     | /aŋ/                   | /aŋ/ or /ɑŋ/      |
| iang       | 聲                     | /iaŋ/                  | /iaŋ/ or /iɑŋ/    |
| uang       | 歡                     | /uaŋ/                  | /uaŋ/ or /uɑŋ/    |
| ieng       | 天                     | /ieŋ/                  | /ieŋ/ or /iɛŋ/    |
| iong       | 香                     | /ioŋ/                  | /yoŋ/ or /yɔŋ/    |
| uong       | 光                     | /uoŋ/                  | /uoŋ/ or /uɔŋ/    |
| ing / eng  | 賓                     | /iŋ/ or /eiŋ/          | /iŋ/ or /ɛiŋ/     |
| ung / ong  | 春                     | /uŋ/ or /ouŋ/          | /uŋ/ or /ouŋ/     |
| ṳng / e̤ṳng | 銀                     | /yŋ/ or /øyŋ/          | /yŋ/ or /øyŋ/     |
| eng / aing | 燈                     | /eiŋ/ or /aiŋ/         | /eiŋ/ or /aiŋ/    |
| ong / aung | 釭                     | /ouŋ/ or /auŋ/         | /ouŋ/ or /auŋ/    |
| e̤ng / ae̤ng | 東                     | /øŋ/ or /aøŋ/          | /øyŋ/ or /ɔyŋ/    |

### Toni
| Nome                                | Valore Tonale | BUC | Esempio |
| Shàngpíng (上平, BUC: Siông-bìng)   | 55            | ˘   | 君 Gŭng |
| Shǎngshēng (上聲, BUC: Siōng-siăng) | 33            | -   | 滾 Gūng |
| Shàngqù (上去, BUC: Siông-ké̤ṳ)      | 213           | ˊ   | 貢 Góng |
| Shàngrù (上入, BUC: Siông-ĭk)       | 24            | ˊ   | 谷 Gók  |
| Xiàpíng (下平, BUC: Hâ-bìng)        | 53            | `   | 群 Gùng |
| Xiàqù (下去, BUC: Hâ-ké̤ṳ)           | 242           | ^   | 郡 Gông |
| Xiàrù (下入, BUC: Hâ-ĭk)            | 5             | ˘   | 掘 Gŭk  |